# Cassano d’Adda
Cassano d’Adda – miejscowość i gmina we Włoszech, w regionie Lombardia, w prowincji Mediolan.
Urodził się tu w 1866 roku Emilio De Bono, włoski generał, współorganizator partii faszystowskiej.
Według danych na rok 2004 gminę zamieszkuje 16 671 osób, 926,2 os./km².